# جبل سانت ريجيس

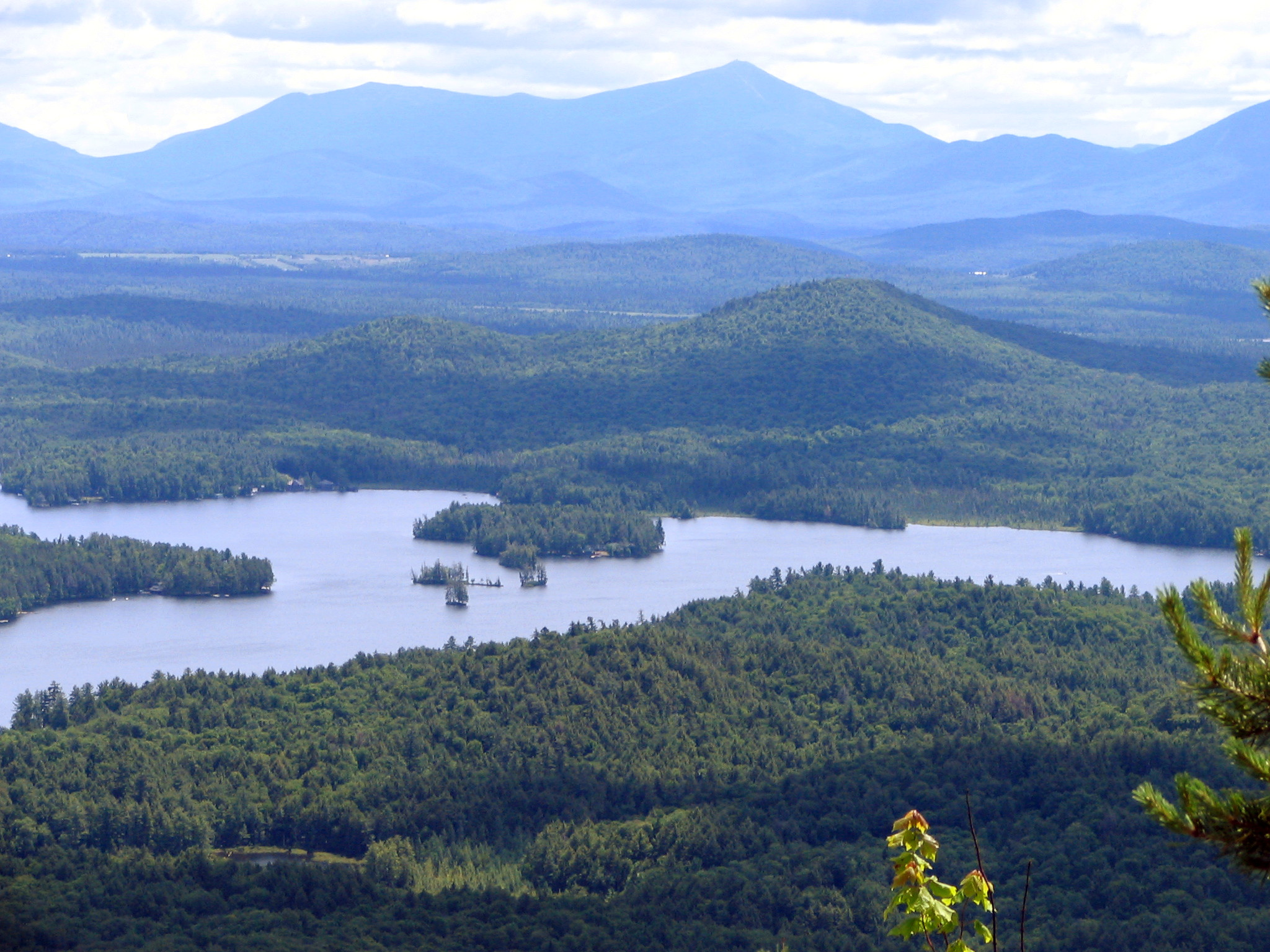
منظر من جبل سانت ريجيس

جبل سانت ريجيس هو جبلٌ يقع في بلدة سانتا كلارا، ولاية نيويورك، في مقاطعة فرانكلين في وسط منطقة سانت ريجيس كانو في متنزه أديروندا، يقدر ارتفاع الجبل بـ 2,874 قدم (876 م)

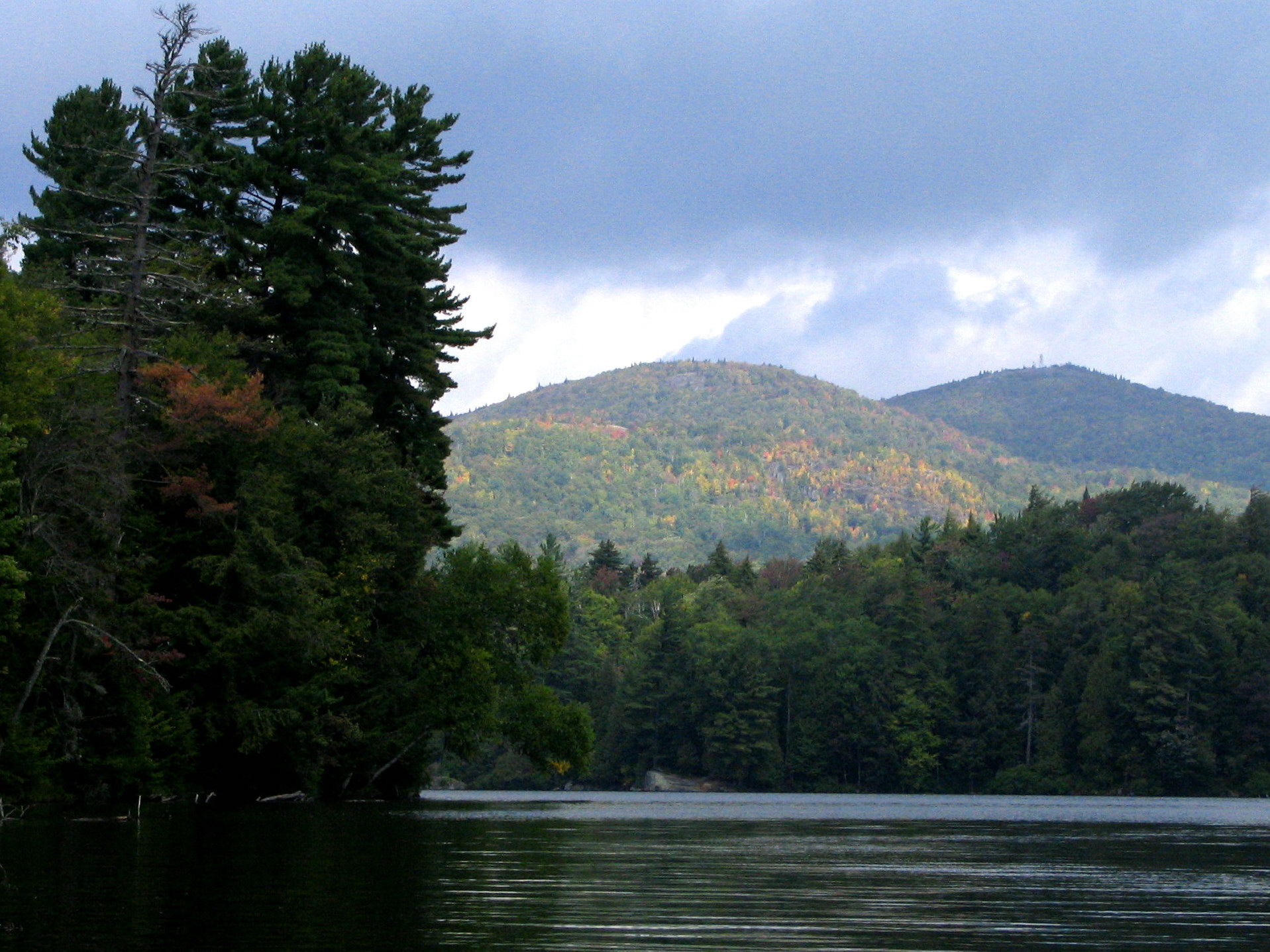
جبل سانت ريجيس من بركة سانت ريجيس

يمكن تسلق هذا الجبل من خلال ممر على طريق كيس ميل في منطقه كيس ميلز، غرب منطقة بول سميث . الممر هو عبارة عن ممر يتصاعد تدريجياًِ بمقدار 3.3 ميل حتى أثناء التسلق مع زياده مقدارها 1168 قدماً.
يمكن للشخص الواقف على قمة الجبل مشاهدة ثلاثين بحيرة، بما في ذلك، بحيرتي ساراناك العليا والسفلى.
قمة الجبل عبارة عن صخرة عارية، صارت كذلك بعد أن تم تطهيرها من خلال حريق اندلع عن طريق الخطأ من قبل فريق المسح بقيادة فييربلانك كولفن في عام 1876. محطة جبل سانت ريجيس فاير للمراقبة أحد المعالم المتواجدة في قمة الجبل والتي تم ترميمها وفتحها للعامة في عام 2016.

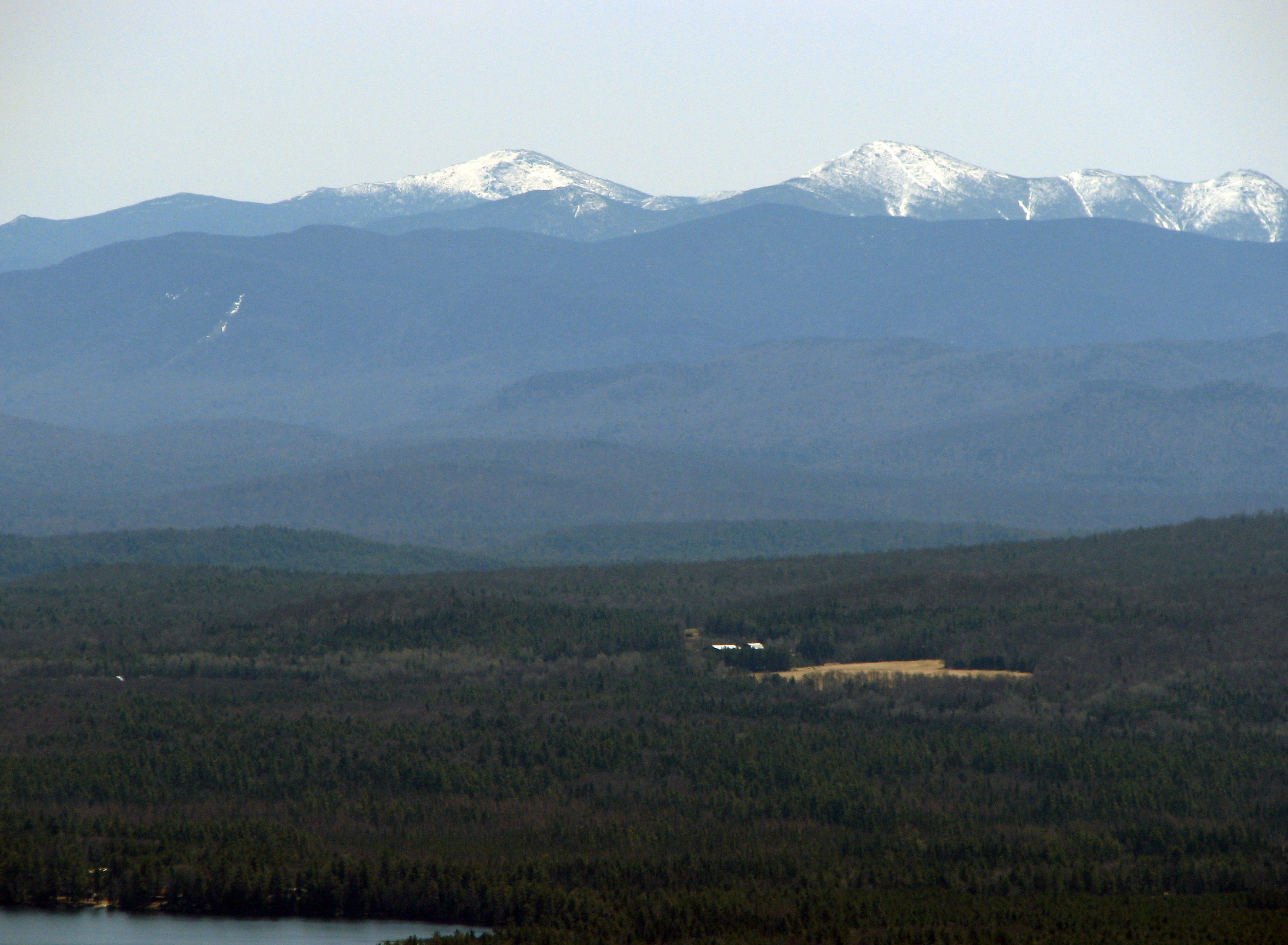
قمم آديرونداك العالية من جبل سانت ريجيس. يقع جبل مارسي على يسار المركز مباشرة، وتقع قمة ألجونكوين على اليمين